# Jakob Lorber
Jakob Lorber (22 de julio de 1800 - 23 de agosto de 1864) fue un profesor nacido en un pequeño pueblo de Eslovenia (entonces parte de Austria) llamado Kaniža. A los 40 años empezó a escribir lo que la voz interior le dictaba durante 24 años más de 30 libros conocidos como la Nueva Revelación. El contenido de sus escritos explican diferentes campos del conocimiento humano en donde se concilia la ciencia con la espiritualidad.

## Sobre la Nueva Revelación
El contenido es un mensaje universal para la humanidad y busca  revelar un conocimiento ancestral que se ha perdido con el correr de los  tiempos. Si bien esta revelación no es la única, pero sí ha sido dada directamente por Dios.
El mensaje central consiste en que todo hombre tiene la posibilidad de alcanzar la perfección. Ésta no consiste en tener un inmenso poder, o inmensa sabiduría, sino en convertirse en un ser completamente amoroso como lo es Dios mismo.
El camino se llama la filiación divina, es decir, convertirnos en verdaderos hijos de Dios a través del Renacimiento espiritual.
La Nueva Revelación consiste en más de 30 libros que han sido dictados por Dios a un escribano llamado Jakob Lorber. Este dictado se realizó mediante la voz interior.
Unido al mensaje central hay una serie de revelaciones de gran utilidad para todo ser humano. Temas sobre la creación de los espíritus como la del universo. Explicaciones sobre la Tierra, la Luna, los planetas, las estrellas, en general, sobre el cosmos material, como el espiritual. También detalles sobre nuestra naturaleza terrestre como de los habitantes de la parte invisible de la Tierra.
El Señor revela también sobre Sí Mismo y sobre su encarnación sobre la Tierra. Revela su nacimiento, infancia y juventud, así como sus tres años de enseñanza pública.
El mensaje completo puede ser resumido en diez temas:
1. La base material del universo.
2. La esencia de Dios.
3. La Creación espiritual.
4. La Creación material.
5. El porqué de la vida natural.
6. El hombre es la meta de este desarrollo.
7. La esencia del Señor.
8. El camino al renacimiento espiritual.
9. El desarrollo en el Más Allá.
10. La vida en el Cielo.

## Obras

### Obras relacionadas con la Biblia
- El Gobierno de Dios (1840-44)
La primera obra (3 tomos) que describe la esencia de Dios, la Creación del mundo de los espíritus y de cosmos material, la creación de los hombres y su historia hasta el diluvio universal.
- La Infancia de Jesús (1843)
El texto nuevamente revelado del Prototoevangelio de Santiago. Obra leída por algunos clérigos pero que está considerada como evangelio apócrifo.
- Aclaraciones de las Escrituras (1843)
 Textos de la Biblia y sus significados.
- Epístola de Pablo a los Laodicenses (1844)
 Carta escrita por Pablo mencionada en la Biblia mas no incluida.
- Correspondencia entre Jesucristo y Abgaro (1845-46)
El rey Abgaro, enfermo escribe al Señor pidiéndole que lo visite y lo sane de su dolencias. El Señor inicia una serie de cartas.
- El Gran Evangelio de Juan (1851-64)
Obra principal (10 tomos) que relata la vida del Señor durante sus tres años de ministerio público.
- Tres Días en el Templo (1859/60)
Discusión del niño Jesús, a sus 12 años, con los maestros del templo en Jerusalén.

### Obras sobre la Creación
- La Tierra y la Luna (1841-47)
Descripción de nuestra Tierra física, como ser vivo, de la Tierra a nivel de los espíritus y una corta descripción de la Luna.
- Saturno (1841-42)
Descripción del planeta Saturno, incluyendo la flora, fauna y humanidad que habitan en él.
- El Sol Natural (1842)
Descripción de nuestro Sol, incluyendo la flora, fauna y humanidad que habitan en él.
- La Mosca (1842)
La mosca, una maestra de la humildad.
- El Großglockner (1842)
Las montañas son como árboles que van creciendo hacia su madurez.

### Obras sobre el Más Allá
- El Sol Espiritual (1842-43)
Visión del mundo de Dios, los 3 cielos y todos los otros reinos espirituales.
- Más Allá del Umbral (1847)
Relatos cortos de la entrada en el Más Allá de personas de diferentes madurez espiritual.
- Obispo Martín (1847-48)
Conducción al Cielo por el Señor de un obispo católico y ateo al entrar en el Más Allá.
- Roberto Blum (1848-51)
Conducción al Cielo por el Señor de un político famoso en la Alemania del siglo XIX al entrar en el Más Allá.

### Obras de Salud
- La Fuerza Curativa de la Luz Solar 
Método para preparar una medicina conocida como medicina solar o homeopatía general.

### Obras Complementarias
- Dádivas del Cielo (1840-64)
Compilación de mensajes personales del Señor a Su Siervo Lorber y a otras personas.
- El Gran Tiempo de los Tiempos (1841)
Poema.
- Salmos y Poemas 
 Salmos del Señor y poemas.

## Críticas
- Kurt Hutten: Seher - Grübler - Enthusiasten. Das Buch der traditionellen Sekten und religiösen Sonderbewegungen. Quell Verlag, Stuttgart 1997, ISBN 3-7918-2130-X.
- Matthias Pöhlmann (Hrsg.): „Ich habe euch noch viel zu sagen …“: Gottesboten – Propheten – Neuoffenbarer. EZW-Texte 169. Evangelische Zentralstelle für Weltanschauungsfragen, Berlín 2003, ISSN 0085-0357
- Helmut Obst: Apostel und Propheten der Neuzeit. Vandenhoeck & Ruprecht, Göttingen 20004. ISBN 3-525-55438-9 und ISBN 3-525-55439-7. S. 233–264
- Lothar Gassmann: Kleines Sekten-Handbuch Mago-Bücher, 2005, ISBN 3-9810275-0-7. S. 92-95
- Antoinette Stettler-Schär: Jakob Lorber: zur Psychopathologie eines Sektenstifters. Dissertation an der Medizinischen Fakultät der Universität Bern, 1966
- Michael Junge: Dokumentation um Jakob Lorber. Books on Demand GmbH, 2004, ISBN 3-8334-1562-2

- Críticas sobre Jakob Lorber en alemán

- Datos: Q78592
- Multimedia: Jakob Lorber / Q78592